# Lukas Sunesson
Pipar Lukas Björn Sunesson, född 2 oktober 1998, är en svensk fotbollsspelare som spelar för FC Stockholm.

## Karriär
Sunesson började spela fotboll i Erikslunds KF. Som 11-åring gick han över till IK Frej. Sommaren 2015 flyttades han upp i A-truppen. Sunesson debuterade i IK Frejs A-lag den 19 augusti 2015 i Svenska cupen mot IK Brage (2–0-vinst). Den 1 november 2015 debuterade han i Superettan mot IFK Värnamo. Den 30 april 2016 gjorde Sunesson sitt första mål i Superettan i en 2–2-match mot Varbergs BoIS.
Inför säsongen 2018 lämnade Sunesson Frej för Marquette University i USA. Han spelade 19 matcher och gjorde fem mål under säsongen 2018. Följande säsong gjorde Sunesson tre mål på 18 matcher. Under sommaruppehållet på college har han återvänt till Sverige. Sunesson spelade 2018 och 2019 för Enebybergs IF i Division 4, där det blev 13 mål på lika många matcher. Säsongen 2020 valde Sunesson spel i division 2-klubben IFK Österåker. I februari 2023 värvades han av Landskrona BoIS, där han skrev på ett treårskontrakt. I juli 2023 bröt Sunesson sitt kontrakt med Landskrona BoIS och han skrev på ett kontrakt med IFK Stocksund. I februari 2024 skrev Sunesson på för Täby FK.
I december 2024 värvades Sunesson av FC Stockholm, där han skrev på ett tvåårskontrakt.